# フレッド・ウェズリー
フレッド・ウェズリー（Fred Wesley、1943年7月4日 - ）は、アメリカ合衆国のジャズ・ファンク・トロンボーン奏者。1960年代から1970年代のジェームス・ブラウン、1970年代のパーラメント、ファンカデリックとの仕事で知られる。

## 略歴
ジョージア州コロンバスに、高校教師でビッグバンドのリーダーを務めていた父親の息子として生まれ、アラバマ州モバイルで育った。子供時代にピアノとトランペットのレッスンを受け、12歳の時に父親がトロンボーンを家に持ち帰ってきた。すぐにトロンボーンに夢中になった。
1960年代から1970年代に、ジェームス・ブラウンのバンドの主要メンバーを務め、多くのヒット曲で演奏。「Say it Loud - I'm Black and I'm Proud」「Mother Popcorn」などをレコーディングし、「Hot Pants」などの楽曲では共作も行った。
なめらかなリフ・刺激的で正確なソロ演奏はサックス奏者メイシオ・パーカーの演奏を補完し、ブラウンのファンク・ミュージックに器楽的な魅力を与えた。
1970年代にブラウンのバンドであるザ・JBズのリーダーにして音楽監督となり、多くの作曲・アレンジを担当。フレッド・ウェズリー&ザ・JBズとして「Doing It to Death」を録音し、100万枚以上のヒットとなり、ゴールド・ディスクに認定された（1973年）。
1975年にブラウンのバンドを去り、数年間にわたりジョージ・クリントンのさまざまなプロジェクトに参加した。またサイド・プロジェクトのThe Horny Hornsで2枚のアルバムを制作した。
1978年にはカウント・ベイシー楽団に参加してジャズに進出。1988年に初のジャズ・アルバム『To Someone』を発表。『New Friends』（1990年）、『Comme Ci Comme Ca』（1991年）、ライブ・アルバム『Swing and Be Funky』（1994年）、『Amalgamation』（1994年）などを録音した。
1990年代初頭にはブラウン・バンド時代の仲間とツアーし、ピー・ウィー・エリスやメイシオ・パーカーとJBホーンズを名乗った。エリスが去るとバンドはザ・メイシオ・パーカー・バンドへ改名。ウェズリーはパーカーとともに花形プレーヤーであり、1996年には自身のバンドであるザ・フレッド・ウェズリー・グループを結成した。現在のバンド名は、フレッド・ウェズリー・アンド・ザ・ニュー・JBズである。
35年のキャリアにおいて彼はレイ・チャールズ、ライオネル・ハンプトン、ランディ・クロフォード、ヴァネッサ・ウィリアムス、S.O.S.バンド、キャメオ、ヴァン・モリソン、Socalled、デ・ラ・ソウルなどのために編曲や演奏を行った。彼の演奏は多くのアーティストによってサンプリングされた。
2002年に彼は自伝『Hit Me, Fred: Recollections of a Sideman』を書き、自分を「サイドマン」と定義した。同年、アルバム『Wuda Cuda Shuda』を発表。
2004年から2006年にはノースカロライナ大学のジャズ学部の准教授を務めた。現在は学生たちと訪問アーティストとしてバークリー音楽大学やシカゴのコロンビア大学など無数の学校に訪れている。
自身のバンドでの演奏の他、Abraham Inc.というユニットでツアーしたり、デヴィッド・クラカウアーとの共演、ヒップホップ・グループ「Socalled」との共演もある。
2007年にはファッツ・ドミノへのトリビュート・アルバム『Goin' Home: A Tribute to Fats Domino』に参加。レニー・クラヴィッツ、リバース・ブラス・バンド、Troy "Trombone Shorty" Andrews、ピー・ウィー・エリス、メイシオ・パーカーとともにファッツ・ドミノの「Whole Lotta Lovin'」をカバーした。
2010年、イスラエルのファンク・グループ「The Apples」の4作目のアルバム『Kings』に参加。

## ディスコグラフィ

### リーダー・アルバム
- 『ダム・ライト・アイ・アム・サムバディ』 - Damn Right I Am Somebody (1974年) ※フレッド・ウェズリー&ザ・JB's名義[4]
- 『ブレイキン・ブレッド』 - Breakin' Bread (1975年) ※フレッド・ウェズリー&ザ・ニュー・JB's名義[5]
- 『ア・ブロウ・フォー・ミー、ア・トゥート・トゥ・ユー』 - A Blow for Me, a Toot to You (1977年、Atlantic) ※ホーニー・ホーンズ名義[5]
- 『セイ・ブロウ・バイ・ブロウ・バックワーズ』 - Say Blow by Blow Backwards (1979年、Atlantic) ※ホーニー・ホーンズ名義
- 『ハウス・パーティ』 - House Party (1980年、RSO)
- Blow Your Head (1989年、Urban) ※EP
- To Someone (1990年、Hi Note)[5]
- New Friends (1990年、Minor Music)
- Comme Ci Comme Ca (1991年、Antilles)
- Swing & Be Funky (1993年、Minor Music)
- Amalgamation (1994年、Minor Music)
- 『ラ・ボサ〜ファンク・ミーツ・ジャズ』 - La Bossa - Funk Meets Jazz (1994年、P-Vine) ※『To Someone』の再発日本盤
- 『ザ・ファイナル・ブロウ』 - The Final Blow (1994年、Sequel) ※ホーニー・ホーンズ名義
- 『ファンク・スクール』 - Full Circle (From Be Bop To Hip Hop) (1998年、Victor)
- Wuda Cuda Shuda (2003年、Hip Bop Essence)
- It Don't Mean a Thing If It Ain't Got That Swing (2006年、Sons of Sound)
- 『ファンク・フォー・ユア・アス - トリビュート・トゥ・ザ・ゴッドファーザー・オブ・ソウル』 - Funk for Your Ass (2008年、Columbia)
- 『ザ・ゴッドファーザー・オブ・ソウルトレイン』 - The Godfather Of Soul Train (2008年、Columbia) ※リミックス
- With a Little Help from My Friends (2010年、BHM)
- 『ジェネレーションズ』 - Fred Wesley, Leonardo Corradi, Tony Match Are Generations (2015年、LoEnd) ※フレッド・ウェズリー・ジェネレーションズ名義
- Studio Live Session (2018年、LoEnd)

### 参加アルバム
ジョージ・ベンソン
- 『グッド・キング・バッド』 - Good King Bad (1976年、CTI)
- 『スペース/ジョージ・ベンソン・ライヴ』 - Space (1978年、CTI)
- 『パシフィック・ファイアー』 - Pacific Fire (1983年、CTI) ※1975年録音

ジェームス・ブラウン
- 『セイ・イット・ラウド』 - Say It Loud I'm Black and I'm Proud (1969年、Polydor)
- 『セックス・マシーン』 - Sex Machine (1970年、Polydor)
- 『ソウルの夜明け』 - It's a New Day So Let a Man Come In (1970年、King)
- 『ホット・パンツ』 - Hot Pants (1971年、Polydor)
- 『ライヴ・イン・パリ '71』 - Love Power Peace (1971年、Polydor)
- 『ファンキー大統領』 - Reality (1974年、Polydor)
- Soul Power (1985年、Polydor) ※EP
- 『ジェームス・ブラウン・ベスト・ヒッツ』 - CD of JB (1985年、Polydor) ※コンピレーション[6]
- 『イン・ザ・ジャングル・グルーヴ』 - In the Jungle Groove (1986年、Polydor)
- CD of JB II (1987年、Polydor) ※コンピレーション
- 『マザーロード』 - Motherlode (1988年、Polydor)
- 『スローターズ・ビッグ・リップ・オフ』 - Slaughter's Big Rip-Off (1990年、P-Vine)
- 『スター・タイム』 - Star Time (1991年、Polydor) ※コンピレーション
- 『ザ・ペイバック』 - The Payback (1993年、Polydor)
- 『グッド・フット』 - Get On the Good Foot (1993年、Polydor)
- 『ソウルの革命』 - Revolution of the Mind (1993年、Polydor)
- 『ヘル』 - Hell (1995年、Polydor)
- 『ファンク・パワー』 - Funk Power 1970: A Brand New Thang (1996年、Polydor) ※コンピレーション
- 『メイク・イット・ファンキー』 - Make It Funky (1996年、Polydor) ※コンピレーション
- 『ライヴ・イン・ダラス '68』 - Say It Live and Loud (08.26.68 Live in Dallas) (1998年、Polydor)
- 『ジェームス・ブラウン〜最高の魂(ソウル)を持つ男 オリジナル・サウンドトラック』 - Get On Up The James Brown Story (2014年、Polydor)
- 『ゲット・ダウン・ウィズ・ジェームス・ブラウン〜ライヴ・アット・ジ・アポロ Vol.4』 - Get Down with James Brown: Live at the Apollo Volume IV (2016年、Polydor)
- Live at Home with His Bad Self (2019年、Republic/UMe)
- Live at Home with His Bad Self: The After Show (2019年、Republic/UMe)

ジョージ・クリントン
- 『コンピューター・ゲームス』 - Computer Games (1982年、Capitol)
- 『ユー・シュドゥント・ナフ・ビット・フィッシュ』 - You Shouldn't-Nuf Bit Fish (1983年、Warner Bros.)
- R&B Skeletons in the Closet (1986年、Capitol)
- 『ヘイ・マン・スメル・マイ・フィンガー』 - Hey Man, Smell My Finger (1993年、Paisley Park)

ブーツィー・コリンズ
- 『ストレッチン・アウト・イン』 - Stretchin' Out in Bootsy's Rubber Band (1976年、Warner Bros.)
- 『神の名はブーツィー』 - Ahh...the Name Is Bootsy, Baby! (1977年、Warner Bros.)
- 『ファンキー・オブ・ジ・イヤー』 - Bootsy? Player of the Year (1978年、Warner Bros.)
- 『ファンキー・ブーツ』 - This Boot Is Made for Fonk-n (1979年、Warner Bros.)
- 『ウルトラ・ウェイブ』 - Ultra Wave (1980年、Warner Bros.)
- 『灼熱のPファンカー』 - The One Giveth,  the Count Taketh Away (1982年、Warner Bros.)
- 『ホワッツ・ブーツィー・ドゥーイン』 - What's Bootsy Doin'? (1988年、Columbia)
- 『ジャングル・ベース』 - Jungle Bass (1990年、4th & Broadway)
- 『ブラスターズ・オブ・ザ・ユニバース』 - Blasters of the Universe (1993年、Rykodisc)
- 『フレッシュ・アウタ・'P'』 - Fresh Outta 'P' University (1997年、Black Culture/WEA)
- Live in Louisville 1978 (1999年、Disky)
- 『灼熱のファンクリスマス』 - Christmas Is 4 Ever (2006年、Shout! Factory)
- 『魔法の未来都市＝ファンクと「U」な仲間たち』 - Tha Funk Capital of the World (2011年、Mascot)

ハンク・クロフォード
- 『別れたくないのに』 - Hank Crawford's Back (1976年、Kudu)
- 『アイ・ヒア・ア・シンフォニー』 - I Hear a Symphony (1975年、Kudu)
- 『ケイジャン・サンライズ』 - Cajun Sunrise (1978年、Kudu)

J-ファンク・エクスプレス
- 『ゲティン・バック・トゥ・マイ・ルーツ』 - Gettin' Back To My Roots (1993年、Pioneer)
- 『ディス・イズ・レア・グルーヴ!』 - This Is Rare Groove! (1995年、Sweeca)

ディー・ライト
- 『ワールド・クリーク』 - World Clique (1990年、Elektra)
- 『インフィニティ・ウィズィン』 - Infinity Within (1992年、Elektra)
- 『ディー・リミックス・ベスト!』 - Sampladelic Relics & Dancefloor Oddities (1996年、Elektra)

ピー・ウィー・エリス
- A New Shift (1996年、Minor Music)
- What You Like (1997年、Minor Music)
- Live and Funky (2001年、Skip)
- The Spirit of Christmas (2013年、Minor Music)

JBズ、JBホーンズ
- 『ドゥイング・イット・トゥ・デス』 - Doing It to Death (1973年) ※JBズ名義[7]
- 『ピー・ウィー、フレッド&メシオ』 - Pee Wee, Fred & Maceo (1990年、Gramavision) ※ザ・J.B.ホーンズ名義
- 『ファンキー・グッド・タイム・イン・トウキョウ』 - Funky Good Time/Live (1992年、Tokuma) ※ザ・JB・ホーンズ名義
- 『アイ・ライク・イット・ライク・ザット』 - I Like It Like That (1993年、Soulciety) ※J.B.ホーンズ名義
- 『ブリング・ザ・ファンク・オン・ダウン』 - Bring the Funk On Down (1999年、ZYX Music) ※JBズ・リユニオン名義

メイシオ・パーカー
- 『ルーツ』 - Roots Revisited (1990年、Minor Music)
- 『サックス・マシーン』 - For All the King's Men (1990年、4th & Broadway)
- 『モ・ルーツ』 - Mo' Roots (1990年、Verve)
- 『プラネット・グルーヴ〜ライヴ!』 - Life On Planet Groove (1992年、Minor Music)
- Horn Riffs for DJ's (1992年、Tuff City)
- Horn Riffs for DJ's Volume 2 (1993年、Tuff City)
- 『サザン・エクスポージャー』 - Southern Exposure (1993年、Minor Music)
- Maceo (1994年、Minor Music)
- 『ファンクオーヴァーロード』 - Funkoverload (1998年、ESC)
- 『マイ・ファースト・ネーム・イズ・メイシオ』 - My First Name Is Maceo (2003年、Minor Music) ※DVD
- Live in Funky Good Time (2008年、Sounds of Ordinary Madness)
- Roots Revisited The Bremen Concert (2015年、Minor Music)
- Life On Planet Groove Revisited (2018年、Minor Music)

パーラメント
- 『マザーシップ・コネクション』 - Mothership Connection (1975年、Casablanca)
- 『ザ・クローンズ・オブ・ドクター・ファンケンシュタイン』 - The Clones Of Dr. Funkenstein (1976年、Casablanca)
- 『ファンケンテレキーVS.プレイスボ・シンドローム』 - Funkentelechy vs. the Placebo Syndrome (1977年、Casablanca)
- 『ライヴ!! Pファンク・アース・ツアー』 - Live: P-Funk Earth Tour (1977年、Casablanca) ※ライブ
- 『モーター・ブーティー・アフェア』 - Motor Booty Affair (1978年、Casablanca)
- 『トロンビピュレイション』 - Trombipulation (1980年、Casablanca)
- 『ギブ・アップ・ザ・ファンク』 - Tear the Roof Off 1974–1980 (1993年、Casablanca) ※コンピレーション
- 『マザーシップ・コネクション・ニューバーグ・セッション』 - Mothership Connection Newberg Session (1995年、P-Vine)
- 『ドープ・ドッグズ』 - Dope Dogs (1995年、Fonomusic) ※パーラメント-ファンカデリック名義

バーニー・ウォーレル
- 『オール・ザ・ウー・イン・ザ・ワールド』 - All the Woo in the World (1978年、Arista)
- 『ブラックトロニック・サイエンス』 - Blacktronic Science (1993年、Gramavision)
- 『ジ・アザー・サイド』 - Pieces of Woo: The Other Side (1993年、CMP)

## 自伝
- Wesley, Fred. Hit me, Fred : recollections of a side man. Durham : Duke University Press, 2002. (ISBN 0-822-32909-3)